# Anna Pettersson
Anna Maja Elisabet Pettersson, född 18 april 1969 i Västerleds församling i Stockholm, är en svensk skådespelare och regissör.

## Biografi
Anna Pettersson växte upp i Bredäng i Stockholm och studerade vid Södra Latins teaterlinje. Hon gick ut Teaterhögskolan i Stockholm 1993. Därefter har hon bland annat varit regissör vid Teater Brunnsgatan Fyra i Stockholm och arbetat vid Stockholms Stadsteater samt på Dramaten. Hon har medverkat i R.E.A. (Roligt Elakt Aktuellt) på Hamburger Börs och i Lars Norén-pjäser, exempelvis tv-versionen av Ett sorts Hades (1996) och Personkrets 3:1 (1998). Hösten 2006 turnerade hon med Riksteatern och sin föreställning Nästan ensam som och 2011 turnerade hon med revyn Nästan en helkväll.
Pettersson har förekommit i ett flertal TV-produktioner och lång- och kortfilmer. Bland annat har hon spelat kriminalpolis i TV-filmen Bekännelsen (2001) och i TV-serien Höök (2007), mamma i långfilmen Bäst i Sverige (2002), lärarinna i TV-serien En ö i havet (2003) och barnpsykolog i TV-serien Världarnas bok (2006).
Hennes insatser som regissör innefattar bland annat en uppmärksammad version av Fröken Julie som hon satte upp 2012 på Strindbergs Intima Teater i Stockholm. Hon gestaltade själv samtliga roller och gav med en blandning av allvar och humor pjäsens makt-, klass-  och genusstrukturer nya dimensioner.  För sin iscensättning fick hon 2012 TCO:s kulturpris i kategorin scen/film, Svenska Teaterkritikernas pris och 2013 DN:s kulturpris. 
Hon har även regisserat Måsen och Misantropen på Malmö stadsteater, och på DramatenVildanden (2015), Hedda Gabler (2016)) och Ett dockhem (2022). Den senare föreställningen sändes också på tv 2023.
Pettersson undervisar även vid Stockholms dramatiska högskola. År 1998 erhöll hon Carl Åkermarks stipendium av Svenska Akademien och 1999 belönades hon med Svenska Dagbladets Thaliapris. 2018 tilldelades hon Stockholm stads hederspris.
I april 2017 tillträdde hon som ny teaterchef för Strindbergs Intima teater i Stockholm.

## TV-roller i urval
- 1996 – Arne Anka - En afton på Zekes
- 1996 – Ett sorts Hades
- 1998 – Kvinnan i det låsta rummet
- 1998 – Personkrets 3:1
- 2001 – Bekännelsen (film)
- 2003 – En ö i havet (TV-serie)
- 2004 – Graven
- 2005 – Som man bäddar (film)
- 2005 – Van Veeteren - Svalan, Katten, Rosen, Döden (film)
- 2005 – Kvalster
- 2006 – Möbelhandlarens dotter
- 2006 – Världarnas bok
- 2007 – Hjälp!
- 2007 – Höök

## Teater

### Roller (ej komplett)
| År   | Roll | Produktion               | Regi            | Teater                              |
| ---- | ---- | ------------------------ | --------------- | ----------------------------------- |
| 2017 |      | Fadren August Strindberg | Anna Pettersson | Strindbergs Intima Teater/ Dramaten |

### Regi (ej komplett)
| År   | Produktion                                           | Upphovsmän                                        | Teater                                           |
| ---- | ---------------------------------------------------- | ------------------------------------------------- | ------------------------------------------------ |
| 2016 | Alice i Underlandet Alice's Adventures in Wonderland | Lewis Carroll Översättning Åke Runnquist          | Göteborgs stadsteater                            |
| 2016 | På gränsen                                           | Anna Pettersson                                   | Malmö stadsteater                                |
| 2017 | Bernardas Hus La casa de Bernarda Alba               | Federico Garcia Lorca Översättning Jens Nordenhök | Kulturhuset Stadsteatern                         |
| 2017 | Fadren                                               | August Strindberg                                 | Strindbergs Intima Teater/ Dramaten              |
| 2018 | Pelikanen                                            | August Strindberg                                 | Strindbergs Intima Teater/ Östgötateatern        |
| 2019 | Förbjuden ingång                                     | Mattias Nordkvist och Anna Pettersson             | Göteborgs stadsteater/ Strindbergs Intima Teater |
| 2022 | Vasa                                                 | August Strindberg Bearbetning Anna Pettersson     | Dalateatern/ Strindbergs Intima Teater           |
| 2022 | Ett dockhem Et Dukkehjem                             | Henrik Ibsen                                      | Dramaten                                         |

### Scenografi
| År   | Produktion               | Upphovsmän      | Regi            | Teater            |
| ---- | ------------------------ | --------------- | --------------- | ----------------- |
| 2016 | På gränsen               | Anna Pettersson | Anna Pettersson | Malmö stadsteater |
| 2022 | Ett dockhem Et Dukkehjem | Henrik Ibsen    | Anna Pettersson | Dramaten          |